# Недко Недев
Недко Недев (18 октомври 1920 г. – 23 януари 2001 г.), наричан по прякор Пилето, е български футболист, нападател. Голмайстор на първия сезон в А група през 1948/49. Тогава като футболист на Черно море (Варна) бележи 11 гола, колкото има и Димитър Миланов от ЦСКА.

## Биография
Недев заиграва организирано футбол през 1935 г. във Владислав (Варна), като по това време участва в мачовете, както на юношите на клуба, така и на първия състав. Вицешампион в Националната футболна дивизия през 1939 г. Универсален футболист, използван във всички функции на терена, преди да се установи като част от атаката. Отличава се със силата на удара си и с двата крака. По-голямата част от головете си бележи с далечни изстрели.
През 1945 г., след сливането на Владислав с Тича, става част от обединения отбор. През сезон 1948/49 с Черно море участва в новосъздадената А група. Играе във всички 18 мача на отбора, в които бележи 11 гола. Остава на терена до 1952 г., когато прекратява състезателната си кариера. Сбогува се с футбола на 4 септември 1952 г. във Варна, влизайки като резерва срещу софийския Ударник (3:2). Общо в А група има 30 мача и 12 попадения.
Завършва треньорска школа и е бил начело на Бреговак (Варна), Ударник (Варна), както и на отбора от град Георги Трайков. Недев е дипломиран зъботехник и работи като такъв до пенсионирането си.